# 쓰루미역
쓰루미역(일본어: 鶴見駅, つるみえき)은 일본 가나가와현 요코하마시 쓰루미구에 있는, 동일본 여객철도 철도역이다. 도카이도 본선의 소속역이며, 게이힌 도호쿠 선, 쓰루미 선을 이용할 수 있다. 무사시노 선 화물선의 기종점으로 화물 열차들도 다닌다.
한편 도카이도 선(운행계통) 측에는 승강장이 개설되어 있지 않아 탈 수 없다. 또한, 요코스카 선·쇼난 신주쿠 라인 열차가 지나가는 힌카쿠 선은 이 역에서 분기하지만, 이들 열차가 운행하는 선로에도 승강장이 개설되어 있지 않아 탈 수 없다.

## 역 구조

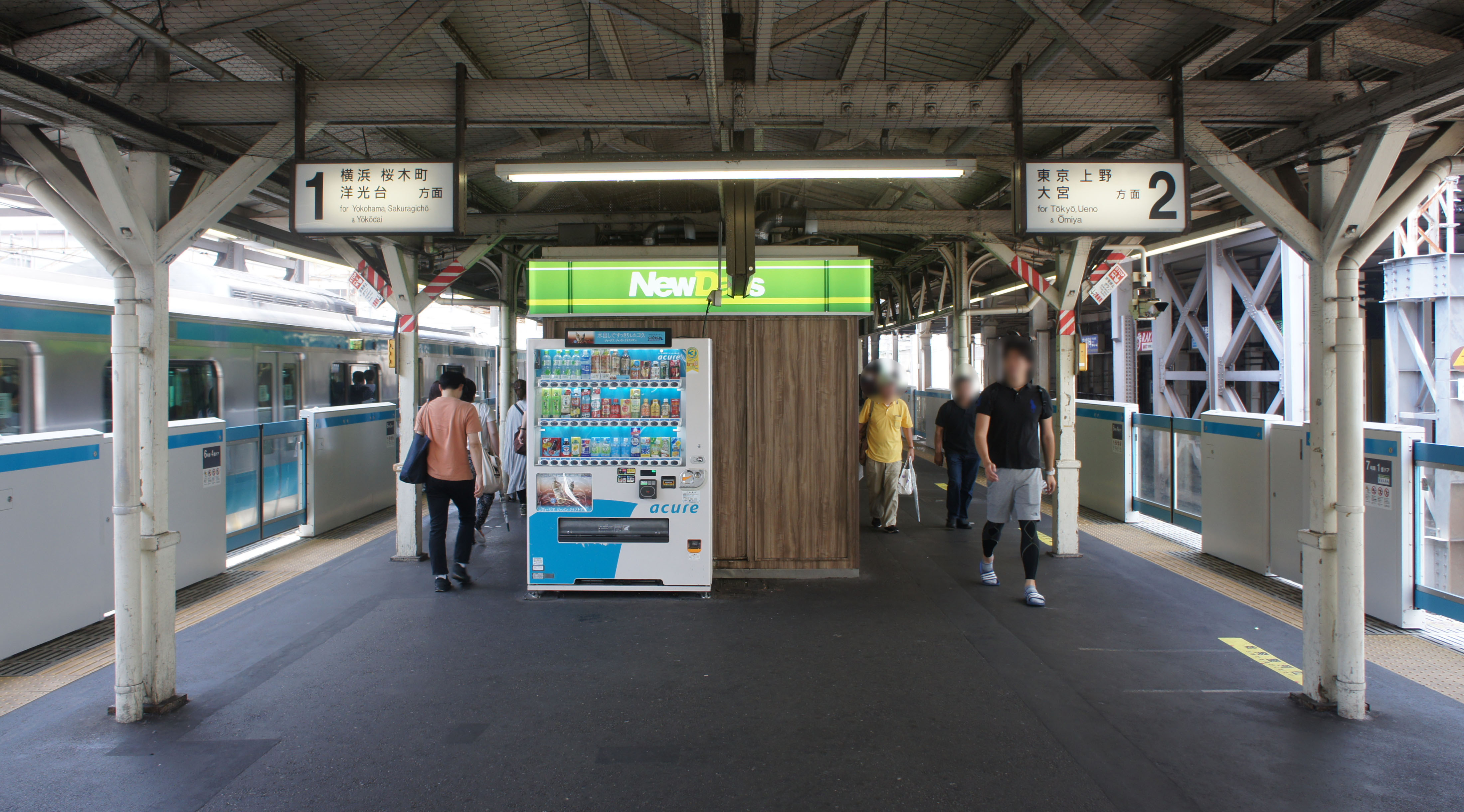
1·2번선 (게이힌 도호쿠선) 승강장

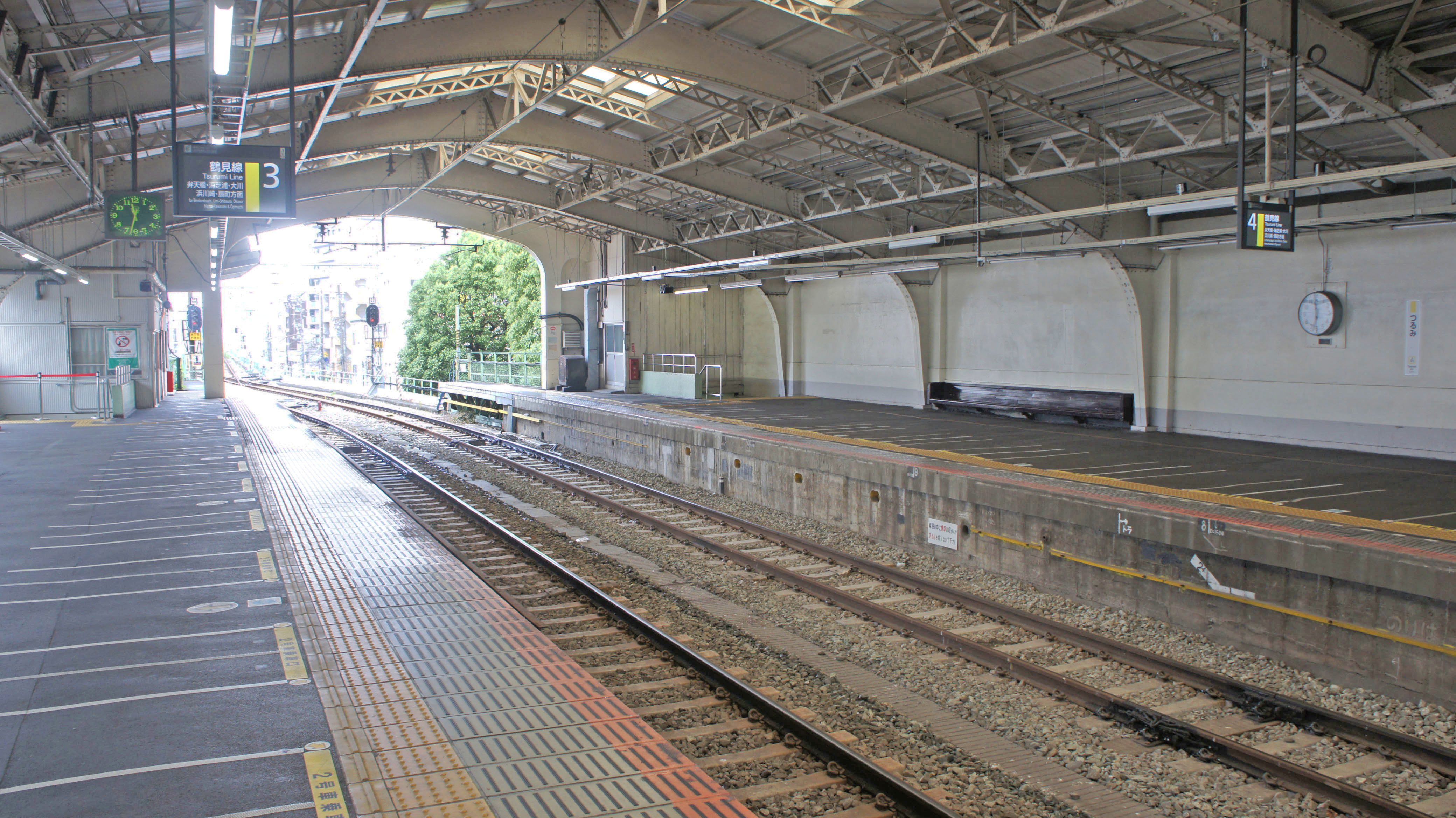
3·4번선 (쓰루미선) 승강장

게이힌 도호쿠선은 섬식 1면 2선 구조의 지상 승강장을 이용하며, 쓰루미 선은 태평양 쪽에 있는 두단식 2면 2선 구조의 고가 승강장을 이용한다. 게이힌 도호쿠 선 승강장과 쓰루미 선 승강장 사이에는 중앙 개찰구가 있다.
동일본 여객철도 직영역이며, 쓰루미 선의 역들을 관리하고 있다. 오전 6시 30분부터 오후 9시까지 미도리노마도구치를 영업하고 있으며, 자동 개찰기에서 스이카 및 제휴 교통카드의 사용이 가능하다.

### 승강장
| 1    | 게이힌 도호쿠 선 | 요코하마·오후나 방면                                        |
| 2    | 게이힌 도호쿠선  | 시나가와・도쿄・오미야 방면                                 |
| 3・4 | 쓰루미 선        | 벤텐바시・우미시바우라・오카와・하마카와사키・오기마치 방면 |

## 역세권 정보
- 국도 제15호선
- 게이큐 쓰루미 역
- 쓰루미구청

## 역사
쓰루미 역은 1872년 10월 15일, 일본 최초의 국영 철도 노선 구간인 신바시역 ~ 요코하마역 구간의 중간역으로 문을 열었다. 1914년에는 지금의 게이힌 도호쿠 선인 게이힌 선의 열차들이 서기 시작했으며, 1930년 10월 28일에는 쓰루미 임항 철도의 운행이 시작되었다. 1943년 7월 1일에 쓰루미 임항 철도는 국유화되어 쓰루미 선이 되었다. 1963년 11월 9일에는 전쟁 이래 일본국유철도의 5대 사고 중 하나로 남은 쓰루미 역 사고가 발생하였으며, 1987년 4월 1일 민영화에 따라 쓰루미 역은 동일본 여객철도의 소속이 되었다.
2001년 11월 18일에는 게이힌 도호쿠 선에서, 2004년 3월 22일에는 쓰루미 선에서 스이카의 사용이 가능해졌다.

## 사진

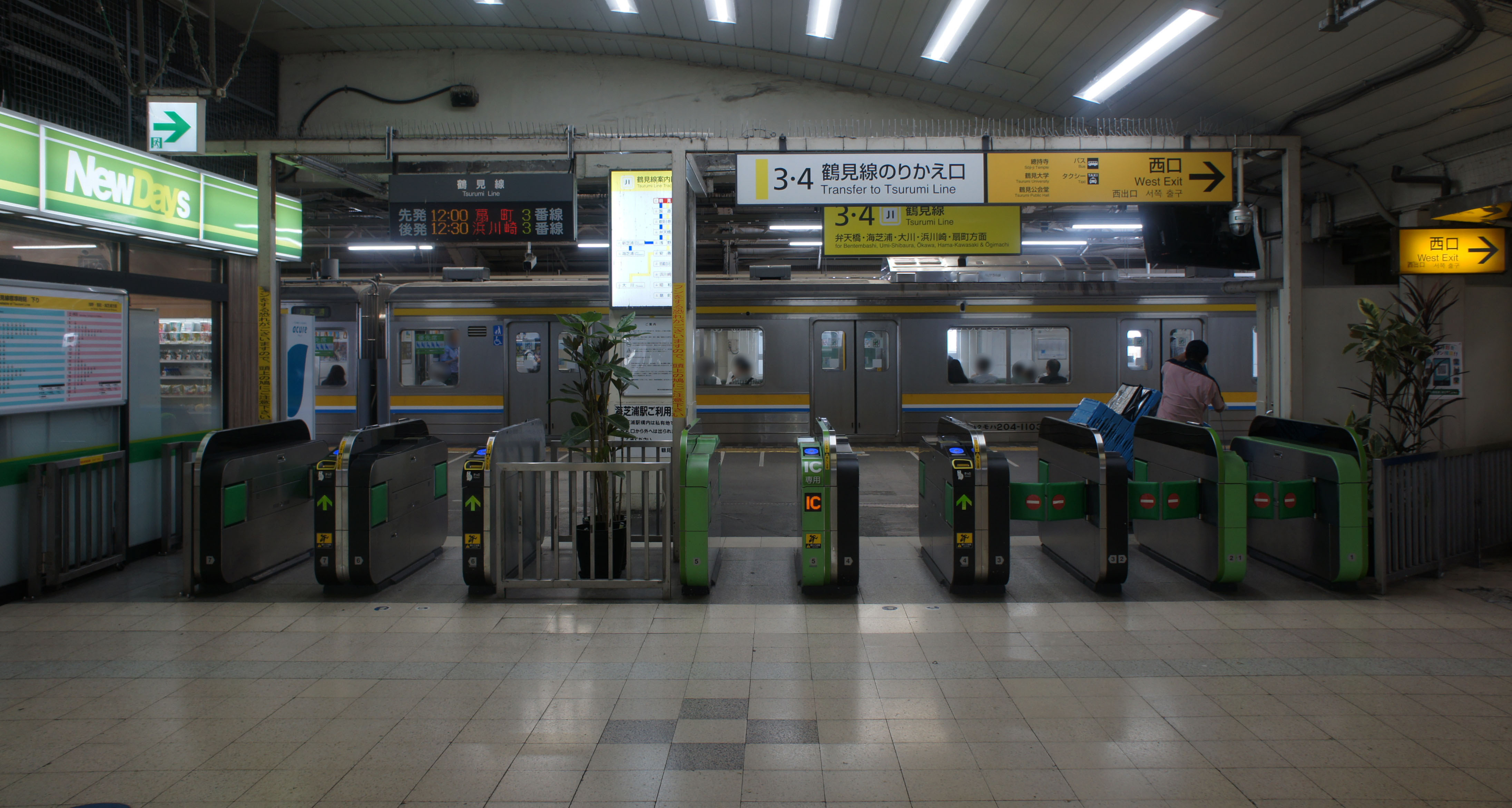
게이힌 도호쿠 선 승강장과 쓰루미 선 승강장 사이에 있는 개찰

## 인접역
| 동일본 여객철도 도카이도 본선 | 동일본 여객철도 도카이도 본선 | 동일본 여객철도 도카이도 본선                      |
| ----------------------------- | ----------------------------- | -------------------------------------------------- |
| JK 16 가와사키 오미야 방면    | 게이힌 도호쿠 선              | JK 신코야스 오후나 방면                            |
| 동일본 여객철도 쓰루미 선     |                               |                                                    |
| 시·종착역                     | 쓰루미 선                     | JI 02 고쿠도 오기마치 · 우미시바우라 · 오카와 방면 |